# Nicolas Pépé
Nicolas Pépé (* 29. května 1995 Mantes-la-Jolie) je francouzský profesionální fotbalista, který hraje na pozici křídelníka za turecký klub Trabzonspor a za národní tým Pobřeží slonoviny.

## Klubová kariéra
Svou kariéru zahájil ve francouzském národním šampionátu v amatérském fotbalovém klubu Stade Poitevin. V roce 2013 podepsal smlouvu s fotbalovým klubem Angers SCO. V letech 2015 až 2016 hostoval v Orléans.

### Lille OSC
V roce 2017 přestoupil do klubu Lille OSC, kde se vypracoval na jednoho z nejlepších křídel v Ligue 1. Během sezóny byl Národní unií profesionálních fotbalistů (UNFP) jmenován do týmu roku Ligue 1, což vedlo k zájmu o jeho služby mezi několika špičkovými evropskými kluby.

### Arsenal FC
Od 1. srpna 2019 hraje za fotbalový klub Arsenal FC. Do Arsenalu z Lille přestoupil za rekordních 72 milionů liber.
Dne 8. dubna 2021 se ve čtvrtfinále Evropské Ligy trefil proti pražské Slavii.

#### Nice (hostování)
V létě 2022 odešel na roční hostování bez opce do francouzského klubu OGC Nice.

## Reprezentační kariéra
Narodil se v Mantes-la-Jolie, rodičům původem z Pobřeží slonoviny. Za národní tým Pobřeží slonoviny nastoupil poprvé 15. listopadu 2016 v přátelském zápase proti Francii.

## Úspěchy

### Individuální
- Tým roku Ligue 1 podle UNFP – 2018/19[8]
- Sestava sezóny Evropské ligy UEFA – 2020/21[9]